# Église Saint-Joseph de Lublin
 (novembre 2023).
Pour les articles homonymes, voir Église Saint-Joseph.
L'Église Saint-Joseph de Lublin est une église située à Lublin, en Pologne. L'église a été bâtie entre 1635 et 1644, en style Renaissance.

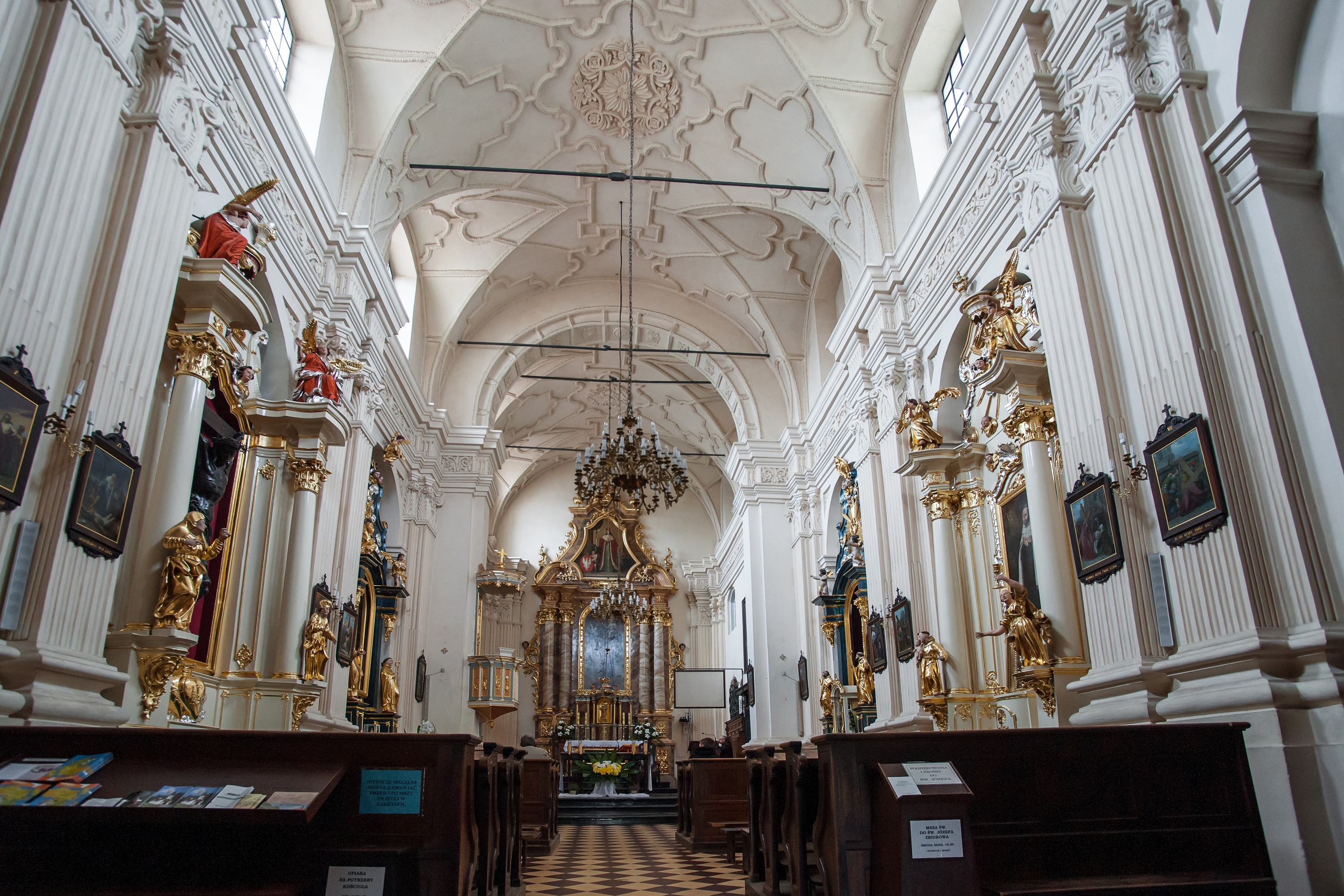
Nef principale